# Zsurk
Zsurk je vesnice v Maďarsku v župě Szabolcs-Szatmár-Bereg v okrese Záhony.
Má rozlohu 1517 ha a v roce 2015 zde žilo 743 obyvatel.

## Památky
Ve vesnici se nachází kostel z roku 1891 s dřevěným kazetovým stropem. Před západním průčelím stojí dřevěná zvonice, která byla zbudována kolem roku 1660. Zvonice má konstrukci sloupovo-rámovou a svou štíhlou výškou patří mezi nejvyšší v Maďarsku. Zvonice se směrem nahoru zužuje a je zakončena vysokou štíhlou střechou, která je v nárožích ozdobená malými stejnými věžičkami.
Ve zvonici jsou zavěšeny dva zvony. První byl ulit v roce 1655 v Prešově. Druhý byl ulit v roce 1655 v Budapešti.